# Tereza Costa Rêgo
Tereza Costa Rêgo (Recife, 28 de abril de 1929 – Recife, 26 de julho de 2020) foi uma pintora brasileira.

## Biografia
Começou a estudar pintura na Escola de Belas Artes aos 15 anos. Em 1950, conseguiu expor sua primeira obra, no Museu do Estado de Pernambuco, e recebeu um prêmio da Universidade Federal de Pernambuco. Em 1962, já tendo conquistado três prêmios do Museu do Estado e um da Sociedade de Arte Moderna, realizou a sua primeira grande exposição individual, na Editora Nacional, ainda assinando suas obras como "Terezinha".
No mesmo ano, separou-se do primeiro marido, José Gondim Filho, com quem tivera duas filhas, para viver com Diógenes Arruda Câmara, dirigente do Partido Comunista do Brasil. Tereza pertencia a uma tradicional família pernambucana. Ao deixar o casamento, para casar-se com Diógenes, foi deserdada e perdeu a guarda das filhas. O novo casal foi para São Paulo e deu-se uma grande mudança na sua vida pessoal: “fui morar com ele, saindo de uma casa com 11 empregados, para um apartamento que tinha 4 por 6 metros, uma mini-cozinha e um banheiro. O apartamento tinha um monte de livros até o teto, um colchão no chão e um ramo de rosas sobre ele”. Tereza formou-se em História na USP e passou a trabalhar como paisagista.
A perseguição política que se seguiu ao golpe militar de 1964 levou Tereza para a clandestinidade. Diógenes, preso em 1969, só foi solto em 1972. O casal seguiu para o Chile, mas a derrubada de Salvador Allende e a ditadura militar de Pinochet forçaram a uma nova fuga, desta vez para a França.
Em Paris, Tereza continuou pintando, usando o pseudônimo de "Joanna". Com Diógenes, esteve ao lados dos líderes da Revolução do 25 de Abril, em Portugal. Ao mesmo tempo, fez o doutorado em História na Sorbonne, com uma tese sobre o proletariado brasileiro.
Em 1979, com a anistia, os dois voltaram para o Brasil. Diógenes morreu pouco depois, e Tereza foi morar mais uma vez em Pernambuco, abrindo um ateliê em Olinda. Dirigiu o Museu Regional, o Museu do Estado e o Museu do Mamulengo. Dá nome a uma galeria do Museu de Arte Contemporânea de Pernambuco, dedicada a exposições temporárias de artistas nacionais e internacionais.
Morreu no Recife no dia 26 de julho de 2020, vítima de um AVC.

## Obra
A pintura de Tereza Costa Rêgo retrata o imaginário popular pernambucano, com um estilo em que o escritor Ariano Suassuna identificou marcas do Barroco e em que a própria artista confessa uma influência do espanhol Francisco Goya.
O corpo da mulher é um dos seus temas constantes, assim como procissões, igrejas, santos, a paisagem de Olinda e Recife e os animais.
Entre suas obras destacam-se as séries 7 luas de sangue (1988-1989) e Bordel (1992-2009), além do painel em acrílico O apocalipse de Tereza (2008-2009).